# Бекеле Алему
Бекеле Алему (англ. Bekele Alemu; род. 26 января 1941, Аддис-Абеба) — эфиопский боксёр. Участник летних Олимпийских игр 1964 и 1968 годов.

## Биография
Бекеле Алему родился 26 января 1941 года в эфиопском городе Аддис-Абеба.
В 1964 году вошёл в состав сборной Эфиопии на летних Олимпийских играх в Токио. В весовой категории до 71 кг в 1/16 финала раздельным решением судей проиграл Курту Маттссону из Финляндии — 1:4.
В 1968 году вошёл в состав сборной Эфиопии на летних Олимпийских играх в Мехико. В весовой категории до 71 кг в 1/16 финала проиграл Эрику Блэйку из Великобритании нокаутом, после того как судья остановил бой на 3-й минуте первого раунда.